# Роды цветковых растений (Y)
Ниже приведён список действительных названий родов цветковых (покрытосеменных) растений, начинающихся на «Y», включённых в базу данных The Plant List, открытую в декабре 2010 года как совместный энциклопедический интернет-проект Королевских ботанических садов Кью (Великобритания) и Ботанического сада Миссури (США).
Всего в базу данных The Plant List включено по состоянию на 8 марта 2011 года 904 649 названий цветковых растений в ранге вида, из которых действительными являются 273 174 названий; число действительных названий родов цветковых растений — 14 038, семейств цветковых растений — 406.

## Список родов
В первом столбце таблицы расположены в алфавитном порядке 14 042 латинских названий родов (в разделе статистики базы данных The Plant List говорится о 14 038 родах).
В втором столбце указано семейство, в которое входит данный род.
| Название      | Семейство     |
| ------------- | ------------- |
| Yabea         | Apiaceae      |
| Yakirra       | Poaceae       |
| Yavia         | Cactaceae     |
| Yeatesia      | Acanthaceae   |
| Yermo         | Compositae    |
| Yinshania     | Brassicaceae  |
| Yoania        | Orchidaceae   |
| Youngia       | Compositae    |
| Ypsilandra    | Melanthiaceae |
| Ypsilopus     | Orchidaceae   |
| Ypsilorchis   | Orchidaceae   |
| Yua           | Vitaceae      |
| Yucca         | Asparagaceae  |
| Yulania       | Magnoliaceae  |
| Yungasocereus | Cactaceae     |
| Yunquea       | Compositae    |
| Yushania      | Poaceae       |
| Yvesia        | Poaceae       |